# Zabelia triflora
Zabelia triflora, bilja vrsta iz pordice kozokrvnica raširena po zapadnoj Himalaji i Nepalu na visinama od 1200 - 4200 metara. To je listopadni grm koji naraste do 3.5 metara visine.
Cvate u lipnju. Ova vrsta je hermafrodit (ima i muške i ženske organe), a oprašivanje se vrši pčelama.

## Vanjske poveznice
- Plants Foir A Future